# Club Atlético de Madrid 2003-2004
Questa voce raccoglie le informazioni riguardanti il Club Atlético de Madrid nelle competizioni ufficiali della stagione 2003-2004.

## Stagione
Nella stagione 2003-2004 i Colchoneros, allenati da Gregorio Manzano, arrivano settimi in campionato, guadagnando l'accesso alla Coppa Intertoto. In Coppa del Re l'Atlético Madrid viene sconfitto ai quarti di finale dal Siviglia.

## Maglie e sponsor
| Manica sinistra · Manica sinistra · Maglietta · Maglietta · Manica destra · Manica destra · Pantaloncini · Pantaloncini · Calzettoni · Calzettoni | Manica sinistra · Manica sinistra · Maglietta · Maglietta · Manica destra · Manica destra · Pantaloncini · Pantaloncini · Calzettoni · Calzettoni |

## Rosa
| N. |                                 | Ruolo | Calciatore                   |
| -- | ------------------------------- | ----- | ---------------------------- |
| 1  | Spagna (bandiera)               | P     | Sergio Sánchez Sánchez       |
| 2  | Romania (bandiera)              | D     | Cosmin Contra                |
| 3  | Uruguay (bandiera)              | C     | Gonzalo De los Santos        |
| 4  | Bosnia ed Erzegovina (bandiera) | D     | Mirsad Hibić                 |
| 5  | Spagna (bandiera)               | D     | José Antonio García Calvo    |
| 6  | Spagna (bandiera)               | D     | Santiago Denia               |
| 7  | Spagna (bandiera)               | C     | José María Movilla           |
| 8  | Paesi Bassi (bandiera)          | C     | Kiki Musampa                 |
| 9  | Spagna (bandiera)               | A     | Fernando Torres              |
| 10 | Spagna (bandiera)               | A     | Jorge Larena-Avellaneda Roig |
| 11 | Uruguay (bandiera)              | C     | Rubén Olivera                |
| 12 | Spagna (bandiera)               | D     | Sergi Barjuan                |
| 13 | Argentina (bandiera)            | P     | Germán Burgos                |

| N. |                                | Ruolo | Calciatore             |
| -- | ------------------------------ | ----- | ---------------------- |
| 14 | Argentina (bandiera)           | C     | Diego Simeone          |
| 15 | Spagna (bandiera)              | D     | Carlos Aguilera Martín |
| 16 | Argentina (bandiera)           | D     | Matías Lequi           |
| 17 | Spagna (bandiera)              | C     | Nano                   |
| 18 | Spagna (bandiera)              | C     | Ariel Ibagaza          |
| 19 | Spagna (bandiera)              | D     | Gaspar Gálvez          |
| 20 | Serbia e Montenegro (bandiera) | D     | Veljko Paunović        |
| 21 | Grecia (bandiera)              | A     | Ntemīs Nikolaïdīs      |
| 22 | Spagna (bandiera)              | D     | Pablo Ibáñez           |
| 23 | Brasile (bandiera)             | C     | Rodrigo Fabri          |
| 24 | Spagna (bandiera)              | C     | Álvaro Novo            |
| 25 | Spagna (bandiera)              | C     | Diego Rivas            |

### Giocatori ceduti a stagione in corso
| N. |                   | Ruolo | Calciatore        |
| -- | ----------------- | ----- | ----------------- |
| 1  | Spagna (bandiera) | P     | Sergio Aragoneses |

| N. |                   | Ruolo | Calciatore  |
| -- | ----------------- | ----- | ----------- |
| 11 | Spagna (bandiera) | A     | Javi Moreno |

## Risultati

### Primera División

#### Girone d'andata
| Arbitro: | Miguel Ángel Pérez Lasa |

|              |           |  |
| Baptista 25’ | Marcatori |  |

| Arbitro: | Alfonso Pérez Burrull |

|               |           |  |
| J. Larena 50’ | Marcatori |  |

| Arbitro: | César Muñiz Fernández |

|               |           |  |
| P. García 36’ | Marcatori |  |

| Arbitro: | Fernando Carmona Méndez |

|  |           |                            |
|  | Marcatori | 68’ Vicente 76’, 90’ Mista |

| Madrid 28 settembre 2003 5ª giornata | Atlético Madrid      | 0 – 0 referto | Barcellona | Vicente Calderón (55 000 spett.)\| Arbitro: \| Arturo Daudén Ibáñez \| |
| Arbitro:                             | Arturo Daudén Ibáñez |               |            |                                                                        |

| Arbitro: | Javier Turienzo Álvarez |

|                                                        |           |           |
| Fran 6’ Romero 35’ Sergio 51’ Pandiani 56’ Scaloni 90’ | Marcatori | 11’ Lequi |

| Arbitro: | José Losantos Omar |

|                             |           |           |
| F. Torres 26’ J. Larena 90’ | Marcatori | 37’ Eto'o |

| Arbitro: | Eduardo Iturralde González |

|             |           |                                          |
| Karanka 70’ | Marcatori | 13’ (rig.), 83’ F. Torres 37’ Nikolaïdīs |

| Arbitro: | Rafael Ramírez Domínguez |

|                                                      |           |  |
| Nikolaïdīs 19’ F. Torres 56’ (rig.), 65’ Simeone 80’ | Marcatori |  |

| Arbitro: | Vicente Lizondo Cortés |

|              |           |                           |
| Assunção 20’ | Marcatori | 40’, 50’ (rig.) F. Torres |

| Arbitro: | Fernando Teixeira Vitienes |

|             |           |  |
| Á. Novo 55’ | Marcatori |  |

| Arbitro: | Xavier Moreno Delgado |

|                                   |           |             |
| Makukula 21’ Zapata 37’ Sousa 65’ | Marcatori | 14’ Musampa |

| Arbitro: | Pedro Tristante Oliva |

|                                 |           |  |
| De los Santos 6’ Nikolaïdīs 70’ | Marcatori |  |

| Arbitro: | Alfonso Pino Zamorano |

|                     |           |  |
| Ronaldo 1’ Raúl 21’ | Marcatori |  |

| Arbitro: | Alberto Undiano Mallenco |

|                           |           |  |
| F. Torres 21’, 74’ (rig.) | Marcatori |  |

| Arbitro: | Jesús Téllez Sánchez |

|                          |           |                       |
| Luccin 37’ Milošević 40’ | Marcatori | 17’ Simeone 82’ Lequi |

| Arbitro: | Bernardino González Vázquez |

|                          |           |                            |
| Paunović 63’ Musampa 70’ | Marcatori | 53’ Matabuena 80’ J. Valle |

| Saragozza 3 gennaio 2004 18ª giornata | Real Saragozza         | 0 – 0 referto | Atlético Madrid | La Romareda (30 000 spett.)\| Arbitro: \| Evaristo Puentes Leira \| |
| Arbitro:                              | Evaristo Puentes Leira |               |                 |                                                                     |

| Arbitro: | Javier Turienzo Álvarez |

|                                        |           |  |
| F. Torres 73’, 82’ (rig.) Paunović 88’ | Marcatori |  |

#### Girone di ritorno
| Arbitro: | Eduardo Iturralde González |

|                              |           |           |
| F. Torres 43’ Nikolaïdīs 70’ | Marcatori | 75’ Reyes |

| Arbitro: | Luis Medina Cantalejo |

|                  |           |          |
| Lequi 59’ (aut.) | Marcatori | 31’ Nano |

| Arbitro: | Fernando Teixeira Vitienes |

|                |           |           |
| Nikolaïdīs 90’ | Marcatori | 25’ Valdo |

| Arbitro: | Javier Turienzo Álvarez |

|                            |           |  |
| Mista 30’, 71’ Vicente 66’ | Marcatori |  |

| Arbitro: | Alfonso Pérez Burrull |

|                                          |           |                |
| Saviola 10’ Ronaldinho 25’ L. García 44’ | Marcatori | 22’ Nikolaïdīs |

| Madrid 21 febbraio 2004 25ª giornata | Atlético Madrid          | 0 – 0 referto | Deportivo La Coruña | Vicente Calderón (35 000 spett.)\| Arbitro: \| Rafael Ramírez Domínguez \| |
| Arbitro:                             | Rafael Ramírez Domínguez |               |                     |                                                                            |

| Arbitro: | Julián Rodríguez Santiago |

|  |           |               |
|  | Marcatori | 90’ F. Torres |

| Arbitro: | Fernando Carmona Méndez |

|          |           |               |
| Nano 90’ | Marcatori | 55’ L. García |

| Arbitro: | Manuel Enrique Mejuto González |

|                             |           |              |
| Karpin 35’ Lequi 41’ (aut.) | Marcatori | 71’ Paunović |

| Arbitro: | Pedro Tristante Oliva |

|                            |           |             |
| Paunović 52’ F. Torres 68’ | Marcatori | 67’ Joaquín |

| Vila-real 28 marzo 2004 30ª giornata | Villarreal            | 0 – 0 referto | Atlético Madrid | El Madrigal (9 000 spett.)\| Arbitro: \| Alfonso Pino Zamorano \| |
| Arbitro:                             | Alfonso Pino Zamorano |               |                 |                                                                   |

| Arbitro: | Miguel Ángel Pérez Lasa |

|                            |           |               |
| F. Torres 24’ Paunović 45’ | Marcatori | 65’ Ricchetti |

| Arbitro: | Bernardino González Vázquez |

|                             |           |          |
| Leko 31’ D. Alonso 47’, 50’ | Marcatori | 48’ Nano |

| Arbitro: | Xavier Moreno Delgado |

|                     |           |                        |
| Paunović 48’ (rig.) | Marcatori | 5’ Solari 79’ Helguera |

| Arbitro: | Alberto Undiano Mallenco |

|                               |           |               |
| Fredson 65’ Răducanu 83’, 89’ | Marcatori | 90’ F. Torres |

| Arbitro: | Arturo Daudén Ibáñez |

|                                   |           |                       |
| Nano 2’ F. Torres 5’ G. Calvo 38’ | Marcatori | 31’ Milošević 69’ Edu |

| Arbitro: | José Javier Losantos Omar |

|                         |           |                               |
| C. Álvarez 56’ Afek 90’ | Marcatori | 26’ Ibagaza 58’ De los Santos |

| Arbitro: | Jesús Téllez Sánchez |

|          |           |                     |
| Nano 65’ | Marcatori | 90+1’, 90+3’ Toledo |

| Arbitro: | Evaristo Puentes Leira |

|                             |           |                                                  |
| Iraola 19’ Arriaga 52’, 88’ | Marcatori | 24’ Ibagaza 31’ De los Santos 33’, 82’ F. Torres |

### Coppa del Re
| Arbitro: | Luis Medina Cantalejo |

|                                  |           |                             |
| Héctor 20’ Castillejo 52’ (rig.) | Marcatori | 1’, 36’ Rodrigo 46’ Musampa |

| Arbitro: | Alfonso Pérez Burrull |

|  |           |               |
|  | Marcatori | 88’ F. Torres |

| Madrid 6 gennaio 2004 Ottavi di finale – Andata | Atlético Madrid         | 0 – 0 referto | Deportivo La Coruña | Vicente Calderón\| Arbitro: \| Fernando Carmona Méndez \| |
| Arbitro:                                        | Fernando Carmona Méndez |               |                     |                                                           |

| Arbitro: | Manuel Enrique Mejuto González |

|             |           |              |
| Tristán 86’ | Marcatori | 65’ Paunović |

| Arbitro: | Miguel Ángel Pérez Lasa |

|                                                   |           |  |
| D. Silva 19’ Reyes 24’ P. Alfaro 28’ Baptista 73’ | Marcatori |  |

| Arbitro: | Julián Rodríguez Santiago |

|               |           |                           |
| F. Torres 12’ | Marcatori | 80’ Baptista 81’ D. Silva |

## Statistiche

### Statistiche di squadra
| Competizione     | Punti | Totale | Totale | Totale | Totale | Totale | Totale | DR |
| Competizione     | Punti | G      | V      | N      | P      | Gf     | Gs     | DR |
| ---------------- | ----- | ------ | ------ | ------ | ------ | ------ | ------ | -- |
| Primera División | 55    | 38     | 15     | 10     | 13     | 51     | 53     | -2 |
| Coppa del Re     | -     | 6      | 2      | 2      | 2      | 6      | 9      | -3 |
| Totale           | 55    | 44     | 17     | 12     | 15     | 57     | 62     | -5 |